# SN 2006fh
SN 2006fh – supernowa typu Ia odkryta 28 sierpnia 2006 roku w galaktyce A014934-0038. W momencie odkrycia miała maksymalną jasność 20,40m.